# Serikornis
Serikornis ("hedvábný pták") byl rod malého teropodního dinosaura ze skupiny Paraves, žijícího v období pozdní střední jury (asi před 165 až 162 miliony let) na území dnešní čínské provincie Liao-ning.

## Objev a popis
Typovým druhem tohoto rodu je Serikornis sungei, formálně popsaný v srpnu roku 2017. Holotyp tohoto teropoda představuje výborně zachovalý a takřka kompletní exemplář, dochovaný i s velmi dobře patrnými otisky tělesného opeření (odtud jeho rodové jméno, odvolávající se na "hedvábný vzhled" tohoto opeřence). Vzhledem k symetrickému opeření i jeho rozložení na těle je pravděpodobné, že Serikornis nebyl aktivním letcem.

## Zařazení
Serikornis patřil do skupiny (kladu) Pennaraptora a konkrétněji Paraves, do příbuzenstva rodů Eosinopteryx, Aurornis a Pedopenna. V současnosti je řazen do čeledi Anchiornithidae.

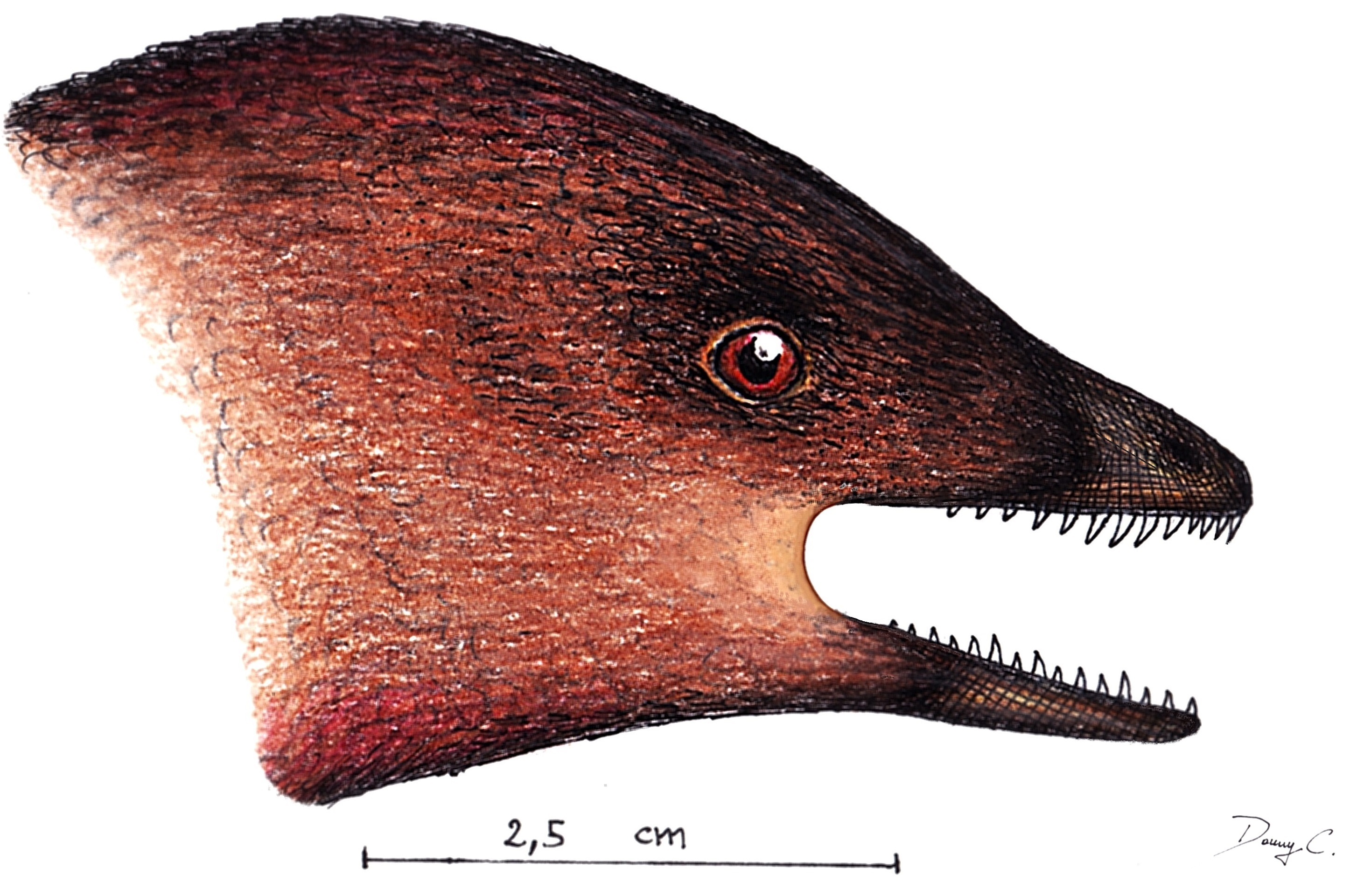
Detail hlavy serikornise